# 英靈戰士

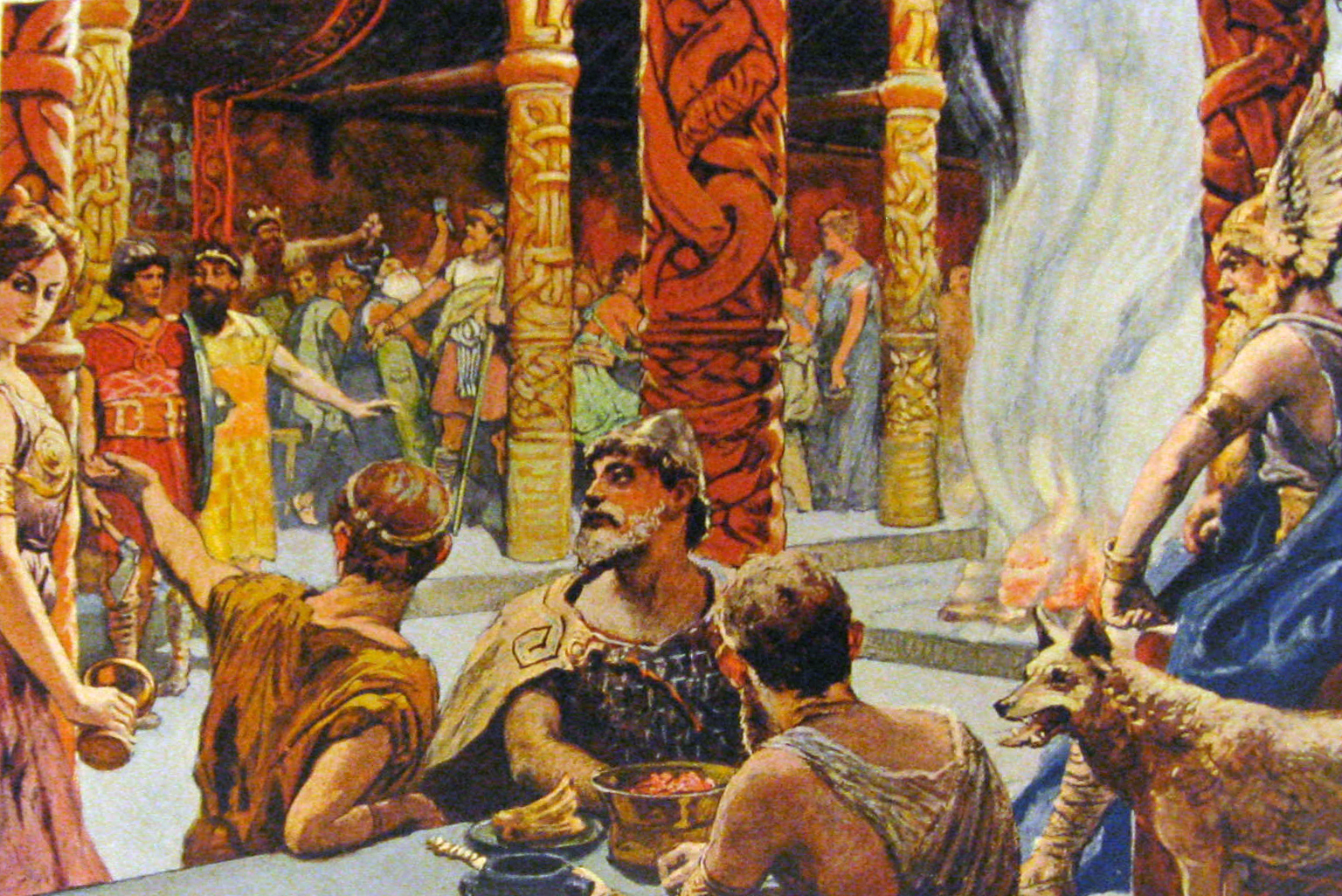
瓦爾哈拉裡的英靈戰士

英靈戰士（英語：Einherjar；直译：獨自戰鬥的一支軍隊）:71:36:104是北歐神話中，在戰爭中陣亡後被女武神帶到瓦爾哈拉的人。傳說中，英靈戰士會吃掉在夜間復活的野獸—沙赫利姆尼爾，而女武神則會從山羊海德倫的乳房中給英靈戰士們帶來蜂蜜酒。英靈戰士每天都在為諸神黃昏後發生在維格利德的戰鬥做準備。
英靈戰士分別出現在：於13世紀編撰的詩集《詩體埃達》、由冰島史學家斯諾里·斯蒂德呂松撰寫的《散文埃達》、收錄於《世界之環》的詩歌〈哈康之歌〉、以及一首撰寫於10世紀紀念挪威國王血斧埃里克的詩歌〈埃里克的話〉的一節。
英靈戰士和哈里伊之間存在著詞源上的聯繫，哈里伊是日耳曼民族、或來自公元1世紀的早期民間傳說中的人物；學者們也將英靈戰士與日耳曼傳說—《海茲寧之戰》和狂獵的永恆之戰聯繫起來。英靈戰士一直是藝術作品和詩歌的主題。

## 記載

### 詩體埃達
在《詩體埃達》的第三首詩〈瓦夫蘇魯特尼爾之歌〉中，奧丁與聰明的巨人瓦夫蘇魯特尼爾進行了一場鬥智鬥勇的遊戲。偽裝成另一個人的奧丁問瓦夫蘇魯特尼爾「人們每天在法庭上打架的地方是哪裏？」，瓦夫蘇魯特尼爾則回應道：
所有的英靈戰士，每天都在奧丁的宮廷裡戰鬥；
他們選擇被殺的人並從戰場上騎馬；然後他們就能更平靜地坐在一起。:46
在〈格林姆尼爾的話〉這首詩中，偽裝成另一個人的奧丁告訴年輕的阿納爾，指廚師安德里姆尼爾煮了被稱之為“最好的豬肉”的野獸沙赫利姆尼爾，但又補充道「很少人知道英靈戰士是用什麼來培養的」:54。在〈格林姆尼爾的話〉中，奧丁進一步列出了女武神的列表:57；而在此詩的結尾處，當奧丁告訴國王蓋爾羅德他喝醉了的同時，又指他失去了所有英靈戰士的青睞。:59
在〈赫爾加克維達·洪丁斯巴納的第一胎〉這首詩中，英雄辛菲特利與古德蒙杜爾（Guðmundur）互相辱罵的時候，辛菲特利指責古德蒙杜爾曾經是一名女性，稱他是一個「可怕的、不自然的女巫」，說道所有的英靈戰士「都必須為了你們這些任性的女人而戰」。:119

### 散文埃達
在《散文埃達》中的〈欺騙古魯菲〉之第20章，英靈戰士被提及到。在第20章中，第三者告訴國王吉爾菲（偽裝的），奧丁被稱為Valföðr，「因為所有在戰鬥中陣亡的人都是他（奧丁）的養子」，並且奧丁會將他們分配到瓦爾哈拉和梵格爾夫，而上述提到的這些人被稱為英靈戰士:21。在第35章中，至高者引用了〈格林姆尼爾的話〉中女武神的名單，並說這些女武神在瓦爾哈拉等待、在那裡提供飲料，並在瓦爾哈拉看管餐具；還說奧丁會派遣女武神參加每場戰鬥，稱她們「為人類分配死亡，並掌控勝利」。:31
在第38章中，至高者提供了有關英靈戰士的更多詳細資訊。吉爾菲問他“你說自世界誕生以來所有在戰鬥中陣亡的人現在都到了奧丁那裡，請問他用什麼給他們（英靈戰士）提供食物？我早該想到那裡一定有相當多的人”。至高者承認那裏的確有許多人，而且還有更多人尚未到達，但也提到了「當芬里尔來時，人似乎太少了」；他說食物不是問題，因為瓦爾哈拉永遠不會有太多的人，而沙赫利姆尼爾的肉也不會耗盡。至高者說，沙赫利姆尼爾每天都會由廚師鍋中烹製，並且每到晚上這些野獸會再次復活、供人們食用。然後，至高者再次引用了〈格林姆尼爾的話〉的詩節，其中提到了廚師、膳食和容器。:32
另外在第38章中，吉爾菲詢問至高者，奧丁是否與英靈戰士吃同樣的食物；至高者引用了〈格林姆尼爾的話〉中的一節作為參考，說奧丁不需要食物、因為奧丁從酒中獲得營養，他也會把食物分給自己的兩隻狼—基利和庫力奇。岡格利問英靈戰士們喝什麼、以及他們是否喝水；英靈戰士說，他“以自己的信仰發誓”，許多來到瓦爾哈拉的人會認為、在他因傷和痛苦而死後，如果那裡沒有更好的飲料，會花高價買一杯水。同時提到瓦爾哈拉殿頂上還矗立著一隻山羊 海德倫，它以Læraðr樹的葉子為食，海德倫的乳房中流出的蜂蜜酒每天可以裝滿一個大桶，而所有英靈戰士都能靠這些蜂蜜酒喝到飽。:33
在第40章中，吉爾菲說瓦爾哈拉一定是一棟巨大的建築，但它的門口一定常常擁擠不堪；至高者回答說瓦爾哈拉有很多門，不會出現擁擠的情況。在第41章中，吉爾菲指出，瓦爾哈拉有很多人，說奧丁「指揮著這樣一支軍隊，是一位非常偉大的領主」。然後吉爾菲問英靈戰士們不喝酒的時候有什麼娛樂；至高者回答說，英靈戰士們每天都會到庭院裡互相打鬥、互相攻擊，說這是他們的運動和戰鬥訓練；當晚餐時間到來時，英靈戰士們會騎馬返回瓦爾哈拉，坐下來喝酒。:34
在第51章中，至高者預言了諸神黃昏的事件。在海姆达尔吹響加拉爾號角喚醒眾神後，眾將在某處集合；奧丁將騎馬前往密米爾之泉井並代表他自己和他的人民向巨人密米爾請教；世界之樹將震動，然後亞薩神族和英靈戰士將穿上他們的戰爭裝備，騎馬前往維格利德戰場，而奧丁則會作為領頭人、騎在隊伍的最前，頭戴金色頭盔，身披鎧甲，手持長矛“冈格尼尔”，向巨狼芬里爾前進。:54
在第52章中，吉爾菲問，在天、地和整個世界被燒毀，眾神、英靈戰士和全人類死亡後會發生什麼；至高者回覆了地點列表，然後描述了諸神黃昏之後世界的重建:55-56。在《散文埃達》中的〈詩歌字典〉之第2章，於最後一節提到了英靈戰士，其中引用了10世紀匿名詩歌〈埃里克的話〉。:69

### 世界之環
在《世界之環》中的〈哈科納爾傳奇〉的結尾，出現了由10世紀詩人艾溫德·芬森·斯卡爾達斯皮利爾創作的詩歌〈哈康之歌〉。在這個傳說中，挪威國王哈康一世戰死，雖然他是基督徒，但他要求「既然他死在異教徒中間，那就給我一個你認為最適合的埋葬地」；不久之後，哈康一世戰死在他出生的同一塊岩石上，他的朋友和敵人都對他的死深表哀悼，之後他的朋友們將哈康一世的屍體向北移至霍达兰埋葬；哈康被埋在一個大墳墓裡，他穿著全套盔甲和最好的衣服，但沒有其他貴重物品。按照異教徒的習俗，人們在哈康一世的墳墓上說了一些話，然後他們把他送上了通往瓦爾哈拉殿堂的路上。然後接下來的事繼續記錄在〈哈康之歌〉。:124-125
在〈哈康之歌〉的記錄中，奧丁對外派遣兩位女武神—貢杜爾（Göndul）和斯科古爾（Skögul）在哈康一世的親屬、以及其他在戰鬥中陣亡的士兵中，揀選合適的人與奧丁居住在瓦爾哈拉。哈康一世和他的部下在戰鬥中陣亡，他們看到女武神貢杜爾倚在矛桿上，說道“現在諸神的追隨者不斷增長，是因為哈康因他神聖的品格，受到邀請回到他的應許之地”，哈康聽到了女武神們所說的話，而女武神們被描述為“高傲地坐在馬背上”，戴著頭盔，拿著盾牌。之後哈康一世和女武神斯科古爾之間進行了簡短的交流：
哈康一世說：「為什麼貢杜爾對我們的勝利不懷好意？儘管這值得眾神賜予它？」
斯科古爾說：「正是因為我們，你在這場戰爭才得以勝利，你的敵人也逃走了。」:126
斯科古爾說，他們現在將騎馬前往“神的綠色家園”以便告訴奧丁關於哈康一世即將來到瓦爾哈拉的消息。在瓦爾哈拉，哈康一世受到了赫爾莫德和布拉基的歡迎。哈康一世表示擔心他會受到奧丁的仇恨（美國語言學家李霍蘭德推測這可能是由於哈康一世皈依了基督教），但布拉吉仍然表示大家會歡迎他：
「所有的英靈、還有你的八個弟兄都將向你發誓：
分享阿薩神族的麥芽酒，伯爵的敵人！」:126

### 白皙的羊皮紙
在關於國王傳奇故事的《白皙的羊皮紙》第8章中，一篇散文敘述稱，岡希爾德的丈夫血斧埃里克去世後，她命人寫了一首關於他的詩。該作品由10世紀的一位匿名作者創作，被稱為這一篇詩叫做〈埃里克的話〉，描述了血斧埃里克和其他5位國王死後抵達瓦爾哈拉的傳說。這首詩以奧丁的評論開頭：

- 奧丁說「這是什麼樣的一個夢」，
- 在黎明之前，
- 我以為我已經清理好瓦爾哈拉，
- 等待被殺者到來？
- 我叫醒英靈戰士，
- 命令女武神起身，
- 撒滿長凳，擦洗燒杯
- 端上酒，
- 準備著國王的到來，
- 我期待著
- 來自世界的英雄，
- 某些偉大的英雄，
- 我很高興。:58

## 字源聯繫理論
根據約翰·林道、安迪·奧查德（Andy Orchard）和魯道夫·西梅克的說法，學者們普遍將英靈戰士與哈里伊聯繫起來，哈里伊是一個日耳曼部落；而羅馬帝國歷史學家塔西佗在其公元1世紀的著作《日耳曼尼亚志》中證實了這一點:104-105:36:71，他寫到：
至於哈里伊人，除了他們的力量超過了我剛才列出的其他部落之外，他們在技巧和時機上迎合了他們與生俱來的野蠻：他們帶著黑色的盾牌和彩繪的身體，選擇黑夜進行戰鬥，恐怖的手段和幽靈軍隊的陰影會引起恐慌，因為沒有敵人能夠忍受如此出乎意料和地獄般的景象；每一場戰鬥，眼睛都是最先被征服的。:36
林道說「許多學者認為，古代奧丁崇拜中的神話可能有根據，該崇拜以與奧丁建立了欣喜若狂的關係的年輕武士為中心，而哈里伊這個名字在詞源上與英靈戰士的元素有關:104-105。西梅克說，由於這種聯繫已經變得廣泛，「人們傾向於將這些明顯活著的『死人』軍隊解釋為出於宗教動機的戰士團體，導致了英靈戰士和狂獵概念的形成[.... .. ]」；西梅克繼續說，狂獵的永恆之戰和每日復活的概念出現在萨克索·格拉玛提库斯所撰的《丹麦人的事迹》第一卷和關於日耳曼傳說《海茲寧之戰》的報道中。:71
根據居德布蘭杜爾‧維格福松的說法，英靈戰士的概念與古諾斯語名稱直接相關。維格福松說道“這個名字正確地等同於”，並指出該術語與古諾斯語普通名詞和存在關係。:121